# Deaf International Basketball Federation
Deaf International Basketball Federation (DIBF) ist der in Heidelberg (Deutschland) ansässige Weltbasketballverband der Gehörlosen und ein weltweit führendes Organ für internationalen Basketballsport der Gehörlosen mit Anerkennung der Fédération Internationale de Basketball (FIBA) und der Internationale Komitee des Gehörlosensports (ICSD), auch bekannt als Deaflympics und ihren Konföderationen. DIBF ist ein unabhängiger Weltbasketballverband für Gehörlosen, die sich aus den Nationalen Organisationen der Gehörlosen für Basketball zusammensetzt.

Die DIBF-Zentrale war von 2002 bis 2015 in Stockholm, Schweden und ist seit 2015 in Heidelberg, Deutschland.
Der Zentralvorstand besteht aus Präsident, Vizepräsident, Generalsekretär, Schatzmeister, Vorstandsmitgliedern und alle vier Zonen-Präsidenten und verwaltet DIBF nach den Statuten und den Ordnungen.
Seit 2016 gibt es alle vier vollständigen Zonen: DIBF Afrika (seit 2016), DIBF Amerika (seit 2012), DIBF Asien-Pazifik (seit 2012) und DIBF Europa (seit 2016).

## Präsidenten
- 2002–2007: Jusso Raisiu (FIN)
- 2007–2011: Lyndon Borrow (GBR)
- 2011–2019: Aleksas Jasiunas (LTU)
- seit 2019: Ioannis Stoufis (GRE)

## Weltmeisterschaften der Herren und Damen
- 2002: Athen, Griechenland
- 2007: Guangzhou, China
- 2011: Palermo, Italien
- 2015: Taoyuan, Taiwan
- 2019: Lublin, Polen
- 2023: Iraklio, Griechenland

Neben zahlreichen Organisationsarbeiten fördert DIBF das Wachstum und die Entwicklung vom Basketballsport der Gehörlosen in allen Staatsangehörigen der Welt durch ein organisiertes Bildungs- und Unterrichtsprogramm. DIBF pflegt auch die dokumentierte Geschichte des Basketballs der Gehörlosen, indem sie alle wichtigen internationalen Wettbewerbe vom Beginn internationaler Wettbewerbe bis zur Gegenwart aufzeichnet und darüber berichtet.

## Geschichte

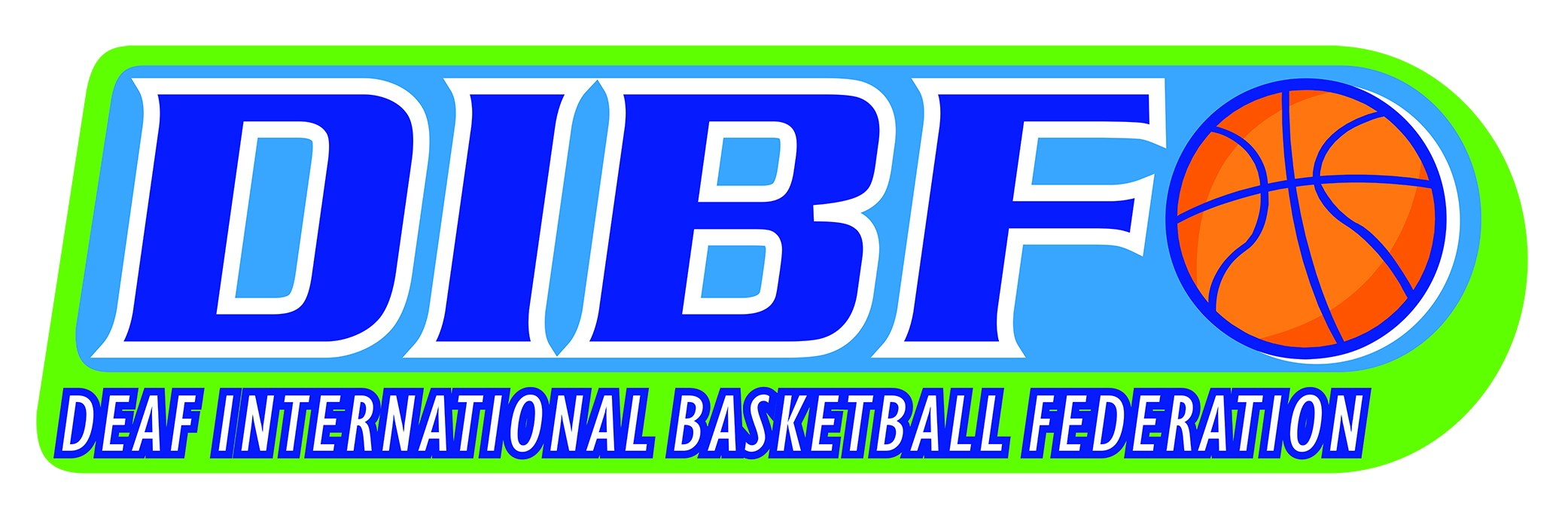
Früheres DIBF Logo von 2002 bis 2019

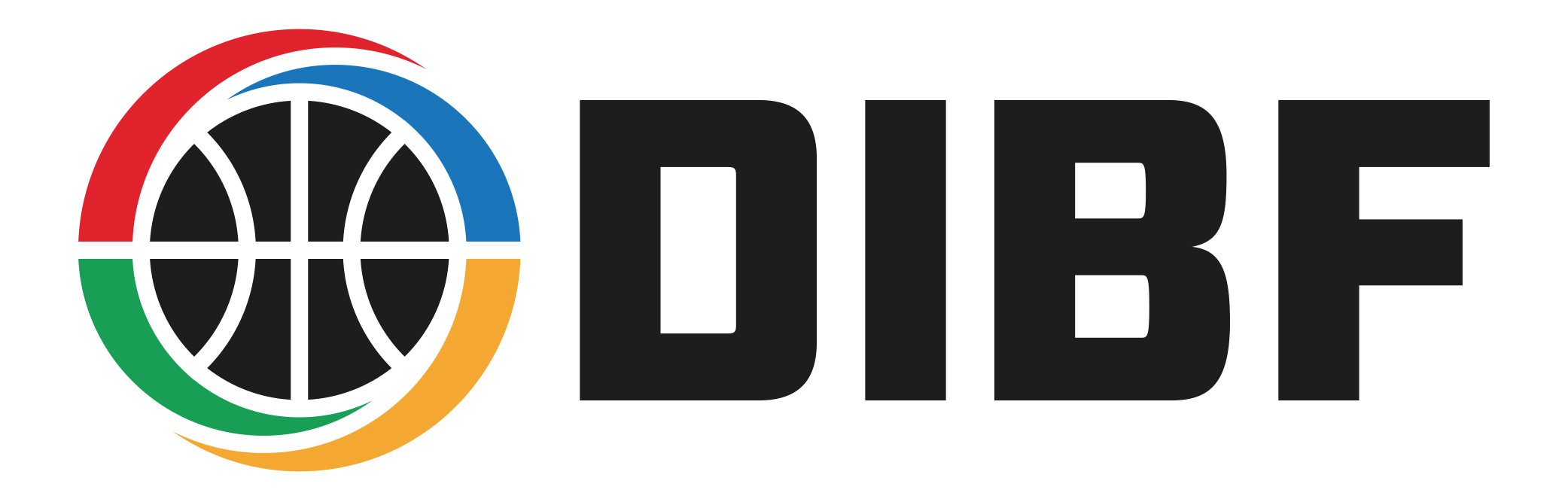
Aktuelles DIBF Logo seit 2020

Der Basketballsport hat bei gehörlosen Elite-Sportlern auf der ganzen Welt an Beliebtheit gewonnen. Mehrere internationale und nationale Basketballwettbewerbe finden bereits seit mehreren Jahren im Rahmen der internationalen Sportorganisation für Gehörlose namens Deaflympics statt. Seit 1949 werden Deaflympics-Sieger im Basketball bei den Herren und seit 1981 bei den Damen ermittelt. Die internationale Sportorganisation für gehörlose Sportlern (ICSD) hat seit ihrer Gründung im Jahr 1924 eine lange und reiche Geschichte im Bereich des gehörlosen Sports. Sie ist älteste der internationalen Organisationen für Behindertensport.
Am 2. Mai 1998 versammelte sich in Turku, Finnland, eine Gruppe hoch angesehener gehörloser Sportler, die sich mit Basketball beschäftigten, und empfahlen einen Weltbasketballverband für Gehörlosen zu gründen, damit er sich ganz auf den Basketballsport der Gehörlosen konzentrieren und seine Standards verbessern kann. Aus diesem Treffen heraus wurde die „International Deaf Basketball Association“ (IDBA) gegründet und die erste IDBA-Verfassung mit Statuten und Ordnungen verabschiedet. IDBA begann andere Gehörlose über ihre Gründung zu informieren und lud die Organisationen ein, die sich weltweit für Basketball der Gehörlosen interessieren, sich anzuschließen.
Vier Jahre später wurde die „Deaf International Basketball Federation“ (DIBF) vom ersten Kongress offiziell mit Zweidrittelmehrheit von Vertretern der Nationalen Gehörlosen-Sportverbände gegründet, die den Basketballsport der Gehörlosen praktizieren, und wählte einen neuen Vorstand aus verschiedenen Teilen der Welt. Der Kongress fand am 20. Juli 2002 in Athen, Griechenland, statt.
Der Name IDBA wurde in DIBF geändert, um die Sichtbarkeit und Vollständigkeit des Unternehmens zu verbessern.

## Turniere
Momentane Meister:

### Nationalmannschaften
| Turnier                   | Männer             | Frauen       | U-21 Männer        | U-21 Frauen        |
| ------------------------- | ------------------ | ------------ | ------------------ | ------------------ |
| Deaflympics               | Litauen            | Griechenland | N/A                | N/A                |
| Weltmeisterschaft         | Vereinigte Staaten | Griechenland | Vereinigte Staaten | Vereinigte Staaten |
| Regionale Meisterschaften | Männer             | Frauen       | U-20 Männer        | U-20 Frauen        |
| Afrika                    | Kenia              | N/A          | N/A                | N/A                |
| Amerika                   | Vereinigte Staaten | N/A          | N/A                | N/A                |
| Asien-Pazifik             | Australien         | N/A          | N/A                | N/A                |
| Europa                    | Ukraine            | Italien      | Spanien            | Türkei             |

## Internationale Anerkennung
Auf dem Kongress der Internationale Komitee der Gehörlosensport (ICSD, auch bekannt als Deaflympics), während der Winterspiele in Sundsvall, Schweden, im Jahr 2003, beschloss der ICSD-Kongress DIBF offiziell als assoziiertes Mitglied anzuerkennen. DIBF hat eine assoziierte Mitgliedschaft bei ICSD erhalten und kann fortan selbstständig für die Ausführung der internationalen Basketballsport der Gehörlosen organisieren sowie die Entwicklung des gehörlosen Basketballs auf der ganzen Welt arbeiten.
Im Jahr 2011 hat die Fédération Internationale de Basketball (FIBA) die Anerkennung der DIBF als Weltbasketballverband der Gehörlosen gewährt, in ihren FIBA-Statuten verankert und unterstützt die Organisation von DIBF. DIBF ist dadurch weiter deutlich gewachsen und die Standards für gehörlosen Basketball haben an Bekanntheit und Sichtbarkeit zugenommen.